# Peggy’s Blue Skylight
Peggy’s Blue Skylight ist eine Jazz-Komposition von Charles Mingus. Er schrieb den Titel 1958 und nannte ihn nach seiner engen Freundin Peggy Hitchcock: „Sie wollte das blaue Plastikschutzschild eines Kampfflugzeugs und damit das Oberlicht [ihrer Wohnung] ersetzen, so dass der Himmel immer blau wäre. Die Regierung erlaubte ihr das nicht.“

## Aufbau des Songs
Peggy’s Blue Skylight baut in seiner Eröffnungsphrase auf den Takten 13 bis 15 einer anderen Mingus-Komposition, Reincarnation of a Love Bird, auf. Gunther Schuller zufolge gehört es zu den Balladen und Lied-ähnlichen Titeln aus dem Repertoire des Bassisten und Komponisten. Peggy’s Blue Skylight ist in der klassischen Liedform gehalten, allerdings wird der sechzehntaktige A-Teil nach dem B-Teil nur zur Hälfte gespielt. Das Stück ist in mittlerer Geschwindigkeit als medium swing angelegt.

## Aufnahmen und Aufführungen
Mingus hatte die Komposition Peggy’s Blue Skylight erstmals Mitte 1961 in London im Overdub-Verfahren (Bass, Piano) während der Arbeit für den Spielfilm  All Night Long von Basil Dearden (1962) eingespielt, bei der er u. a. von Harry Beckett und Harold McNair unterstützt wurde.  Mit seinem Sextett nahm er am 6. November 1961 die Komposition bei der Session für sein Atlantic-Album Oh Yeah auf; der Titel erschien jedoch erst 1964 auf dem Album Tonight at Noon. Die Mingus-Band führte sie während des halbjährigen Gastspiels im New Yorker Birdland auf. Nachdem Mingus sie zu einem Teil seines großformatigen Werks Epitaph gemacht hatte, spielte er sie am 12. Oktober 1962 bei dem historischen Town Hall-Konzert in New York City In einem Bigband-Arrangement ein.
Mingus nahm die Komposition 1964 wieder in sein Bandrepertoire auf und spielte sie u. a. im April 1964 bei seinen Europa-Konzerten in Paris, Lüttich, Stockholm, Stuttgart und Wuppertal. 1970 nahm er Peggy’s Blue Skylight wieder ins Programm und präsentierte den Song etwa im Herbst 1972 bei seinen Auftritten auf dem Warschauer Jazz Jamboree und bei den Berliner Jazztagen, aber auch bei seinem Tentett-Album von 1977 His Final Work mit Lionel Hampton. Gunther Schuller kombinierte bei seiner Einspielung des Titels in Epitaph 1990 Sequenzen aus dem Arrangement der All Night Long-Aufnahme von 1961 und der früheren Komposition Reincarnation of a Love Bird von 1957; die Bridge stammte aus (dem unveröffentlichten) Don’t Come Back.

## Weitere Wirkung
Die Experimentalfilmerin Joyce Wieland war ein Fan von Mingus und hörte das Stück, als ihr Wohnungsnachbar Paul Haines es auf dem Klavier spielte. Sie fand den Titel Peggy’s Blue Skylight amüsant, da sie eine Katze mit dem Namen Peggy hatte. Der Pianist Paul Bley spielte dann den Song im Soundtrack ihres 1964 begonnenen (aber erst 1985 fertiggestellten) Kurzfilms Peggy’s Blue Skylight. Die Komposition wurde auch von weiteren Jazzmusikern eingespielt, etwa Kenny Drew junior (Portraits of Mingus and Monk) oder dem String Trio of New York. Erwähnenswert sind auch die Coverversionen von Steve Lacy/Eric Watson, Joe Lovano, Andy Summers, Kirk Knuffke, Bob Mover oder Eliane Elias. Der Song ist mittlerweile auch Bestandteil der sechsten Folge des Real Book und kann somit als Jazzstandard angesehen werden.